# Амир Аршад
Амир Аршад; Сам-хан Рустам-хан оглу Гаджиалилу (азерб. Əmir Ərşad, перс. امیر ارشد‎; род. 1866 — ум. 1923) — генерал-майор персидской армии. Известен также под именем Сердар-Аршад.

## Биография
Сам-хан родился в 1866 года в азербайджанской семье в одном из карадагских селений Иранского Азербайджана и был вторым сыном Рустам-хана Гаджиалилу. До революции 1905—1911 был военачальником. По приглашение губернатора Азербайджана Низам ул-Мулка служил у Рахим-хан Челебианлу.
В 1908 году в Тебризе началось восстание против власти шаха. Шах направляет к Тебризу 25-тысячный отряд под начальством Рахим-хана, который окружает город со всех сторон и отрезает его от подвоза продовольствия. Все атаки Рахим-хана были отбиты. Защита города длилась 9 месяцев.
Против восставших выступали не только шахские отряды и местные реакционеры, но также банды караджедагцев во главе Рахим-ханом Челебианлу, отряды шахсевенов во главе с Насроллой-ханом Юртчи, отряды из Маранда, возглавляемые феодалом Шоджа-Незамом. Борьба происходила с переменным успехом и в июле; в августе 1908 году реакционерам удалось занять почти весь Тебриз, за исключением части квартала Амирхиз, где укрепились революционные отряды Саттар-хана. Но Саттар и другие руководители тебризского восстания пользовались широкой поддержкой народных масс и их отряды непрерывно пополнялись добровольцами. К октябрю 1908 г. восставшим тебризцам удалось изгнать полностью из города шахские войска, и вооружённых реакционеров.
Войска Гаджи Самад-хан Мукаддама совместно с войсками Рахим-хана — предводителя племени челебианлуйцев — к весне 1909 года заняли все прилегающие к городу районы. В апреле конституционалисты согласились на переговоры, однако в конце апреля осада была снята российскими войсками, захватившими Тебриз по официально выраженной причине — «для облегчения страданий иностранных граждан». Российские войска разоружили конституционалистов и установили контроль над городом. Самад-хан поддерживал тесные связи с российскими войсками и, по-видимому, продолжал контролировать районы вокруг Табриза
В ноябре 1808 году отстранил Гаджи Рахим-хан Челебианлу сам стал командующим шахских войск.
После Конституционная революции и занятия разных частей Азербайджана русскими войсками для упрочения своего положения среди враждебных ему турок, персов и курдов Исмаил-ака Симитко сближается с русскими и заручается их покровительством. Во время начальствования Вараканова он стал настоящим любимцем русских военных властей. По приказу последних он нападает на турок по дороге от Вана и освобождает Абдул Разака и Сеид Таги. С каждым днём его авторитет растёт, пока наконец, он не берёт под своё покровительство различные курдские племена. Этим он ещё более обращает внимание России на себя как хорошего организатора. Во время войны с Турцией он открыто выступает на стороне русских против турок. Во главе своих всадников он сопровождал русские части в Турцию и через Салмас вступил в Баш-Кале. Эвакуация Азербайджана в конце 1914 г. заставила его задуматься и чтобы не оставить своё имущество в руках наступающих турок, он также завязал переговоры с турецким командованием.
Генерал Чернозубов доверил Симитко защиту Хойского перевала (между Хоем и Дильманом), и он, воспользовавшись случаем, обещал туркам выдать им всех русских. Его подозрительные поведение открыло глаза русским военным властям (во время первого пребывания в Тифлисе, он получил Георгиевский крест и впоследствии всегда носил его на груди). Почти арестованный, он был отправлен в Тифлис, кавалерия же его перешла в сторону турок и засела в Чевин-Кале.
После отступления турок и взятие Ванна русским Симитко опять появляется на фронте. Но после второго отступления русских, он и его люди снова изменили русским. Многие предлагали покончить с ним, но русский штаб, особенно генерал Чернозубов был против этого и Симитко остался жив.
После Октябрьской революции Симитко приобрёл очень большое количество амуниции (в районе Шериф-хане—Салмас) и сосредоточился в Чехврика.
Англичане предлагали своего покровительство. Во время губернаторство Валиахта, наследника в Азербайджане…правительством была послана против него военная экспедиция, во главе которой стоял русский полковник Филиппов, начальник штаба персидской казачьей дивизии. …Интриги и недоброжелательное отношение англичан к экспедиции. Валиахт получил крупную сумму и всячески постарался помешать экспедиции. Через шаха и Старосеньского (начальник персидской казачьей дивизии) он действовал на Восугу од-Довла (тогда примьер-министра, заключившего известное англо-персидское соглашение) вследствие чего, последовало распоряжение примириться с Симитко.
5 августа 1923 году Симитко оставаясь в пределах Турции, продолжает собирать вокруг себя преданных ему курдов, но пока никаких активных действий против персидского правительства не предпринимает. Последнее вступая с ним в переговоры, предлагая ему вернуться в Персию в его бывшую резиденцию — Салмас — при условии гарантии неприкосновенности его личности. Для переговоров по этому вопросу по предложению персидского местного командования, состоялось свидания представителей командования с Симко в Котуре (50 вёрст юго-западнее Хоя). Карадагцы оказали (персидским правительственным войскам) решительное сопротивление. В особенности это относится к племени гаджиалилу, во главе которого стоял Сам-хан Сардар-Аршад. По сведениям персидских газет, во время столкновения курды потеряли свыше 400 чел. убитыми и до 500 чел. пленными, в том числе Изо-хан с другими 24 другими аками и старейшинами. Правительственным войскам достались лагерь курдов и до 2000 голов скота и лошадей.
Его авторитет существенно вырос после того как в течение 1923 году правительственными войсками были разоружены частные армии сепаратистски настроенных ханов, а также подавлено выступление курдов под руководством Исмаил-ака.
В Салмасе Сам-хан Амир Аршад погиб от шальной пули.